# Hans Schult
Hans Schult (* 10. Januar 1910 in Stralsund; † unbekannt) war ein deutscher Politiker (GB/BHE).

## Leben
Schult besuchte die Mittelschule, machte eine kaufmännische Lehre in Stralsund und war danach beim Arbeitsamt Stralsund tätig. Er war Angestellter der Volksfürsorge-Versicherungen, Gausieger im Reichsberufswettkampf und wurde danach in die Pressearbeit übernommen. Er war zunächst Presseabteilungsleiter der HJ im Gebiet Pommern, danach kaufmännischer Angestellter in Eckernförde und war ab 1949 als Journalist in der Redaktion der Eckernförder Zeitung tätig. Danker und Lehmann-Himmel charakterisieren ihn in ihrer Studie über das Verhalten und die Einstellungen der Schleswig-Holsteinischen Landtagsabgeordneten und Regierungsmitglieder der Nachkriegszeit in der NS-Zeit als „politisch angepasst“.

## Wirken
Schult wurde 1951 Mitglied des GB/BHE, bei der er zunächst stellvertretender Kreisvorsitzender, ab 1955 Kreisvorsitzender in Eckernförde war. Er wurde Mitglied des Landesvorstandes und ab 1958 stellvertretender Landesvorsitzender. Er gehörte der Ratsversammlung und dem Kreistag Eckernförde sowie dem Kreisausschuss an. Von 1958 bis zu seinem vorzeitigen Ausscheiden 1961 war er Mitglied des Landtages von Schleswig-Holstein.
Schult war Kreisvorsitzender der Pommerschen Landsmannschaft Eckernförde und Vorsitzender der Vereinigten Landsmannschaften Eckernförde, Kreisvorsitzender des Deutschen Leichtathletik-Verbandes Vorpommern/Rügen und erhielt den Ehrenbrief des Verbandes. Ferner war er Gaujugendwart des Deutschen Fußball-Bundes im Gau Pommern, Referent für Leistungssport im HJ-Gebiet Pommern, Kreisvorsitzender des Leichtathletikverbandes Eckernförde und Mitbegründer des Kreisjugendringes Eckernförde.